# Kate Johnston
Kate Johnston (* 21. Juni 1988) ist eine ehemalige australische Leichtathletin, die sich auf den Mittelstreckenlauf spezialisiert hat. 2012 wurde sie Ozeanienmeisterin im 800- und 1500-Meter-Lauf.

## Sportliche Laufbahn
Erste internationale Erfahrungen sammelte Kate Johnston vermutlich im Jahr 2004, als sie bei den Jugendozeanienmeisterschaften in Townsville in 2:15,03 min die Goldmedaille im 800-Meter-Lauf gewann und auch über 1500 Meter in 4:44,21 min siegte. In den folgenden Jahren bestritt sie nur vereinzelt Wettkämpfe, ehe sie 2012 bei den Ozeanienmeisterschaften in Cairns in 2:12,38 min und 4:32,16 min jeweils die Goldmedaille über 800 und 1500 Meter gewann. Bis 2015 bestritt sie erneut nur vereinzelt Wettkämpfe, ehe sie ihre aktive Karriere im Alter von 27 Jahren endgültig beendete.

## Persönliche Bestleistungen
- 800 Meter: 2:07,24 min, 13. April 2012 in Melbourne
- 1500 Meter: 4:28,31 min, 14. April 2012 in Melbourne